# Энермучаш (Сернурский район)
Энермучаш (мар. Эҥермучаш — «исток реки») — деревня в Сернурском районе Республики Марий Эл. Входит в состав Верхнекугенерского сельского поселения.

## География
Находится в северо-восточной части республики Марий Эл на расстоянии приблизительно 5 км на юг-юго-восток от районного центра посёлка Сернур.

## История
Известна с 1802 года как Энер-Мучаш, где числилось 20 ревизских душ, в том числе 7 крещёных и 13 некрещёных, в 1838 году — 28. К середине XIX века в деревне уже проживали 216 человек. В 1885 году в 23 дворах проживали 140 человек. К началу XX века в деревне насчитывалось 37 хозяйств и 175 человек. В 1988 году в деревне насчитывалось 26 домов и 96 человек. 2005 года в деревне отмечено 28 дворов. В советское время работали колхозы Марий ял", имени Калинина, «Чевер-Ужара», с 2001 года сельхозартель «Страда».

## Население
Население составляло 101 человек (мари 100 %) в 2002 году, 113 в 2010.